# Maximilian Heinrich Rüder

Maximilian Heinrich Rüder (1808–1880)

Maximilian Heinrich Rüder (* 1. Oktober 1808 in Eutin; † 19. Dezember 1880 in Oldenburg (Oldb)) war ein deutscher Jurist und Politiker.

## Leben und Karriere

### Studium und erste Tätigkeiten
Rüder studierte von 1827 bis 1831 Rechtswissenschaften an der Universität Jena, wo er seit 1827 in der Jenaischen Burschenschaft und ab 1830 in der Burschenschaft Germania Jena aktiv war. Er gehörte als Verbindungssprecher zu der radikalen Gruppe innerhalb dieser Burschenschaft, die eine Einigung Deutschlands auch mit revolutionären Mitteln verwirklichen wollte. 1832 verließ er Jena und bereitete sich in Eutin auf die Staatsprüfung vor. 1833 begann er seine Juristenkarriere dort als Aktenprokurator beim Untergericht des Fürstentums Lübeck. Aufgrund seiner Mitgliedschaft in der Jenaer Burschenschaft war Rüder von der durch den Frankfurter Wachensturm ausgelösten Verfolgungswelle betroffen und wurde am 20. Oktober 1834 auf Anzeige der Mainzer Zentraluntersuchungskommission verhaftet und wegen Hochverrats angeklagt. In der anschließenden zweijährigen Untersuchungshaft, konnte Rüder auf der Basis der Materialsammlung seines Schwagers, des Regierungsrats Theodor Erdmann (1795–1893) ein Handbuch zur Kenntnis der Particular-Gesetzgebung des Fürstentums Lübeck zusammenstellen und veröffentlichen. Am 14. Februar 1837 wurde er wegen der Mitgliedschaft in der Burschenschaft und des entfernten Versuchs des Hochverrats zu einer einjährigen Festungsstrafe verurteilt, die durch die Untersuchungshaft als verbüßt erklärt wurde. Er verlor allerdings außerdem seine Zulassung. Seine berufliche Laufbahn war damit unterbrochen, bis er 1840 „gnadenhalber“ zur zweiten Staatsprüfung zugelassen wurde.

### Tätigkeit in Oldenburg
An das Staatsexamen anschließend eröffnete er eine Praxis als Obergerichtsanwalt in Oldenburg. Am 29. November 1842 heiratete er Johanne Elisabeth Vigelius (19. November 1820 – 31. Dezember 1907), das Ehepaar hatte drei Söhne und zwei Töchter.
Rüder beteiligte sich in Oldenburg rege am öffentlichen Leben der Residenzstadt, so war er neben der Mitgliedschaft in der Liedertafel und im Singverein intensiv in der damals aufblühenden Mäßigkeitsbewegung aktiv und war von 1840 bis 1843 Herausgeber sowie Redakteur der Zeitschrift „Der Branntwein-Feind“, des Organs der nordwestdeutschen Mäßigkeitsvereine.
Außerdem gehörte er 1839 zu den Gründern des Literarisch-Geselligen Vereins, aus dem sich in den folgenden Jahren die liberale Opposition in Oldenburg entwickelte. Im Rahmen dieses Vereins engagierte sich Rüder auch zunehmend politisch. Zusammen mit Carl Franz Nikolaus Bucholtz, Dietrich Christian von Buttel und Adolf Stahr gründete er 1843 die Neuen Blätter für Stadt und Land, das erste liberale Blatt, das die Bevölkerung zur Mitarbeit am öffentlichen Leben heranziehen wollte und für die Einführung einer Verfassung eintrat. Rüder leistete die Hauptarbeit in der Redaktion der Zeitung, die er nach dem raschen Ausscheiden übrigen Gründungsmitglieder von 1844 bis 1851 als alleiniger Herausgeber leitete. Seine vielfältigen Aktivitäten bildeten die Grundlage für eine steile politische Karriere. 1846 wurde er in den Stadtrat gewählt, dem er zwölf Jahre lang ununterbrochen angehörte.

### Die Deutsche Revolution von 1848 und die Frankfurter Nationalversammlung
Nach dem Ausbruch der Revolution von 1848 spielte Rüder eine führende Rolle in der Oldenburgischen Bewegung. Seine Ansichten hatten sich seit seiner radikalen Studentenzeit allerdings zu einem gemäßigten Liberalismus gewandelt, der die Märzbewegung zu einer ruhigen und besonnenen Vorgehensweise umlenken wollte, um die Forderungen des vormärzlichen Liberalismus zu realisieren.
Hierbei lag der Schwerpunkt seiner politischen Tätigkeit lag zunächst in Frankfurt. Da Oldenburg keine ständische Vertretung besaß, wurde auf Rüders Initiative ein Ausschuss für die Wahlen zum Vorparlament gebildet, aus denen dann er selbst und der Advokat Hillerd Meinen Lüder Cropp als Oldenburgische Vertreter gewählt wurden. Im Vorparlament gehörte er zu der gemäßigten Gruppe. Rüder stimmte gegen das direkte Wahlrecht und sprach sich entschieden gegen die von den radikal-demokratischen Vertretern geforderte Permanenzerklärung des Vorparlaments aus. Am 3. April 1848 wurde er zum Mitglied des Fünfzigerausschusses gewählt, der die Wahlen für die Frankfurter Nationalversammlung vorbereitete, bei denen er wieder eines der oldenburgischen Mandate erringen konnte. In der Nationalversammlung, der Rüder vom 18. Mai 1848 bis zum 30. Mai 1849 angehörte, schloss er sich ebenso wie der mit ihm befreundete Dietrich Christian von Buttel dem Rechten Zentrum an, in dem er als Vorstandsmitglied eine führende Rolle spielte. Verfassungspolitisch trat er für eine Konstitutionelle Monarchie, nationalpolitisch für eine Kleindeutsch-Preußische Lösung ein. Am 3. April 1849 gehörte Rüder der Kaiserdeputation an, die dem preußischen König Friedrich Wilhelm IV. die Kaiserkrone anbot – ein Zeichen für das besondere Ansehen, das Rüder innerhalb des Parlaments genoss.
Nachdem sich die Linken in Frankfurt mit der Reichsverfassungskampagne durchgesetzt hatten, trat Rüder zusammen mit Buttel am 26. Mai 1849 aus der Nationalversammlung aus. Im Juni 1849 schloss er sich dem Gothaer Nachparlament an, in der sich 150 Abgeordnete der ehemaligen erbkaiserlichen Gruppe des Paulskirchenparlaments zur Kleindeutschen Lösung bekannten. Im Januar 1850 wurde er zusammen mit Carl Zedelius und Wilhelm Selkmann in das kurzlebige Erfurter Unionsparlament gewählt und gehörte dort zu der rechtsliberalen Fraktion der Verfassungspartei. Diese Partei galt wegen des Fehlens linksliberaler und demokratischer Abgeordneter als Politische Linke dieses Parlaments. Im März und April 1850 amtierte Rüder auch als Vizepräsident des Parlaments.

### Weitere politische Tätigkeiten in Oldenburg
Seine politische Tätigkeit, die zunehmend konservative und reaktionäre Züge aufwies, beschränkte sich hiernach auf den Oldenburgischen Stadtrat (dem er von 1846 bis 1858 angehörte) und den Oldenburgischen Landtag (dem er von 1851 bis 1858 angehörte). Im Stadtrat wandte er sich gegen einen von seinem früheren Mitstreiter Carl Bucholtz ausgearbeiteten Entwurf einer Gemeindeordnung und setzte sich für die Stärkung der monarchischen Exekutive ein. Im 2. Oldenburgischen Landtag von 1849 verteidigte er das Bündnis Oldenburgs mit Preußen und kritisierte scharf die Verwerfung des Dreikönigsbündnisses durch den 1. Oldenburgischen Landtag kurz zuvor.
Weiterhin beteiligte sich Rüder an der Schaffung der Verfassungsänderung zum „Revidierten Staatsgrundgesetz für das Großherzogtum Oldenburg“ vom 22. November 1852, die die Rolle des Landtags schwächte und wirkte bei der Ausarbeitung einer neuen Gerichtsverfassung für das Großherzogtum mit. Bei der Gründung des preußischen Kriegshafens Wilhelmshaven unterstützte Rüder die Bemühungen der oldenburgischen Regierung, nachdem er sich bereits in der Nationalversammlung mit den anderen oldenburgischen Abgeordneten für die Anlage eines Kriegshafens für eine gesamtdeutsche Flotte an der Jade eingesetzt hatte. Auch verdeckt unterstützte Rüder den Hafenbau, indem er im Auftrag seines Schwagers Theodor Erdmann, der die gesamten Verhandlungen leitete, die benötigten Grundstücke privat aufkaufte und dadurch Bodenspekulationen verhinderte.
1857 zog er sich aus der Politik zurück und übernahm das neugeschaffene Amt des oldenburgischen Oberstaatsanwalts, das er bis 1879 innehatte.

### Abschließende Bewertung
Rüders politischer Werdegang ist trotz der zweifellos vorhandenen individuellen und regionalspezifischen Züge ein frühes und typisches Beispiel für die Entwicklung des deutschen Bildungs- und Besitzbürgertums. Aus dem studentischen Radikalen wurde ein gemäßigter Liberaler, der sich später zum gemäßigten Konservativen wandelte.

### Weitere Engagements
Neben seiner politischen Tätigkeit war Rüder in diesen Jahren auch in geschäftlicher Hinsicht tätig, so gehörte er zu den Initiatoren und Direktionsmitgliedern der
1845 gegründeten Weser-Hunte-Dampfschiffahrts-Gesellschaft. 1856 wurde er Vorsitzender Direktor der Reederei Visurgis AG, 1857 Vorstandsmitglied der Oldenburgischen Versicherungsgesellschaft und beteiligte sich an verschiedenen Eisenbahnprojekten und Bankgründungsinitiativen.

## Auszeichnungen
- Roter Adlerorden III. Klasse (1860)
- Königlicher Kronen-Orden (Preußen) II. Klasse (1870)
- Oldenburgischer Haus- und Verdienstorden des Herzogs Peter Friedrich Ludwig
  - 1872 Ehren-Ritterkreuz II. Klasse
  - 1873 Ehren-Ritterkreuz I. Klasse

## Werke
- Handbuch zur Kenntniß der Particular-Gesetzgebung des Fürstenthums Lübeck. Verlegt bei Struve. Eutin 1836–1842.
  - Abth. 1. Verordnungen und Bekanntmachungen aus den Jahren von 1622 bis 1804. 1837
  - Abth. 2. Verordnungen und Bekanntmachungen aus den Jahren von 1804 bis 1835. 1836
  - Abth. 3. Verordnungen und Bekanntmachungen aus den Jahren 1836 und 1837. 1842
- Paul Wentzcke (Hrsg.): Erinnerungen Maximilian Heinrich Rüders aus der deutschen Bewegung der Jahre 1848 bis 1850. In: Jahrbuch für die Geschichte des Herzogtums Oldenburg. 20 (= Schriften des Oldenburger Vereins für Altertumskunde und Landesgeschichte. 39). Gerhard Stalling, Oldenburg 1912, S. 1–68 (Artikel digital).
- Walter Barton (Hrsg.): Burschenschafter zur Demagogenzeit. Erinnerungen des Maximilian Heinrich Rüder an seine Studienjahre in Jena 1827 bis 1831. In: Männer und Zeiten des Vormärz, Beiträge zum Verständnis der deutschen Einheitsbewegung im 19. Jahrhundert (= Darstellungen und Quellen zur Geschichte der deutschen Einheitsbewegung im neunzehnten und zwanzigsten Jahrhundert. 2). Winter, Heidelberg 1959, S. 101–134.

## Quelle
- Maximilian Heinrich Rüder. In: Hans Friedl u. a. (Hrsg.): Biographisches Handbuch zur Geschichte des Landes Oldenburg. Hrsg. im Auftrag der Oldenburgischen Landschaft. Isensee, Oldenburg 1992, ISBN 3-89442-135-5, S. 616 (online).
- Otto Rönnpag – Ein Eutiner in der Paulskirchenversammlung 1848 – Maximilian Heinrich Rüder; in: „Jahrbuch für Heimatkunde – Eutin“ (Heimatverband Eutin); Eutin 1978 (Seiten 47–56)